# بوليط نبيل
بوليط نبيل (الاسم العلمي: Boletus nobilis ) هو نوع الفطريات يتبع جنس البوليط من الفصيلة البوليطية.